# 王田海
王田海（1952年—），河南夏邑人，汉族，中华人民共和国政治人物、全国人民代表大会云南地区代表。
毕业于郑州大学法学院法学专业。加入中国共产党。曾任河南省人民检察院副检察长（1998.05—2007.12），云南省人民检察院检察长（2008.02—2016.01）。2008年起担任全国人大代表。2013年，担任全国人大代表。